# 総和地所
株式会社総和地所（そうわじしょ、SOWA JISHO Co.,Ltd）は、かつて存在した東京都新宿区西新宿に本社を置いていた不動産会社で、マンションの企画・開発・販売等を行っていた。

## 沿革
マンションの企画・開発・販売を目的として、休眠会社である有限会社大鷲商事(1959年（昭和34年）1月10日設立)から1995年（平成7年）11月1日に商号を有限会社総和地所に変更を行い、1996年（平成8年）3月5日に株式会社総和地所に組織変更し実質的に現在の事業を開始する。
- 1959年（昭和34年）1月10日 - 有限会社大鷲米菓設立。(休眠会社)
- 1985年（昭和60年）12月24日 - 商号を有限会社大鷲商事に変更。(休眠会社)
- 1995年（平成 7年）11月1日 - 商号を有限会社総和地所に変更。
- 1996年（平成8年）3月5日 - 本店を東京都渋谷区南平台町に移転し、商号を株式会社総和地所に変更。(資本金23,000千円)
- 1999年（平成11年）
  - 5月 - 自社マンションブランド第1号「ロータリーパレス三郷金町リバーサイド」を分譲。
  - 8月 - マンションの管理を目的として、株式会社総和コミュニティを設立。(資本金10,000千円)
- 2004年（平成16年）7月 - 本店を東京都渋谷区渋谷3丁目に移転。
- 2006年（平成18年）
  - 7月 - 自社戸建ブランド第1号「ロータリーガーデン和田河原」を分譲。
  - 8月 - 株式会社総和コミュニティの本店を東京都渋谷区渋谷3丁目に移転 。
- 2007年（平成19年）2月 - ジャスダック証券取引所に株式を上場。
- 2009年（平成21年）9月 - 株式会社総和コミュニティを譲渡。
- 2010年（平成22年）
  - 2月 - 本店を東京都新宿区西新宿7丁目に移転。
  - 4月 - ジャスダック証券取引所と大阪証券取引所の合併に伴い、大阪証券取引所JASDAQ市場に上場。
  - 7月 - 2期連続債務超過のため、上場廃止[1]。
- 2012年（平成24年）3月 - 金融庁から金融商品取引業者の登録取り消し処分を受ける[2]。
- 2013年（平成25年）1月 - 破産手続開始決定[3]。